# Metendothenia plecta
Metendothenia plecta es una especie de polilla del género Metendothenia, tribu Olethreutini, familia Tortricidae. Fue descrita científicamente por Diakonoff en 1983.

## Hábitat
Se ha encontrado en zonas boscosas y montañosas a altitudes de hasta 1650 metros.

## Distribución
Se distribuye por Madagascar.